# Abborragölen, Västergötland
Abborragölen är en sjö i Tidaholms kommun i Västergötland och ingår i Motala ströms huvudavrinningsområde.